# Australijscy Demokraci
Australian Democrats (Demokratyczna Partia Australii, dosłownie "Demokraci Australijscy"), w Australii potocznie po prostu "Demokraci", to liberalna partia australijska założona w 1977 przez Dona Chippa, który opuścił wtedy Partię Liberalną.
Od momentu powstania główne hasło przewodnie i motto demokratów to "Keep the bastards honest" – w swobodnym tłumaczeniu "będziemy pilnowali tych bękartów, aby byli uczciwi" ("bękarty" to politycy innych partii). Hasło to znakomicie ilustruje podejście demokratów do polityki, niskie notowania polityków w społeczeństwie australijskim i raczej swobodny język używany w debatach politycznych – użycie słowa "bastard" w takim kontekście byłoby nie do przyjęcia w innych krajach anglosaskich.
Od początku utworzenia się demokratów partia ta cieszyła się znaczącym poparciem w kraju, w którym od drugiej wojny światowej, dwa polityczne ugrupowania, Australijska Partia Pracy oraz tzw. Koalicja (Australijska Partia Liberalna i Narodowa Partia Australii)], dominowały na scenie politycznej. W wyborach w 1977 demokraci zdobyli 11,1% głosów, i dwa miejsca senatorskie w Senacie. W latach 1977–2001 demokraci byli uważani za trzecią partię Australii. Demokraci podtrzymywali tzw. 'równowagę sił' pomiędzy głównymi partiami, uniemożliwiając im zdobycia większości parlamentarnej w Senacie. W tym okresie demokraci typowo zdobywali na ogół między 7 a 12% głosów do Wyższej Izby parlamentarnej, i 7-9 miejsc senatorskich. Mimo to nigdy nie udało się im zdobyć miejsca poselskiego w Izbie Reprezentantów.
W 2002 wszczęły się podziały między senatorami demokratów. Czterech senatorów sprzeciwiło się stylowi przywództwa senator Natashi Stott-Despoji. Spowodowało to rezygnację Stott-Despoji, a zastąpił ją senator Andrew Bartlett. Spowodowało to podział w partii, wskutek czego poparcie dla niej zaczęło znacznie spadać.   
Znakomita większość głosujących na demokratów to osoby z wyższym wykształceniem i studenci, często wywodzący się z klasy średniej.